# أنطوان باسنوا

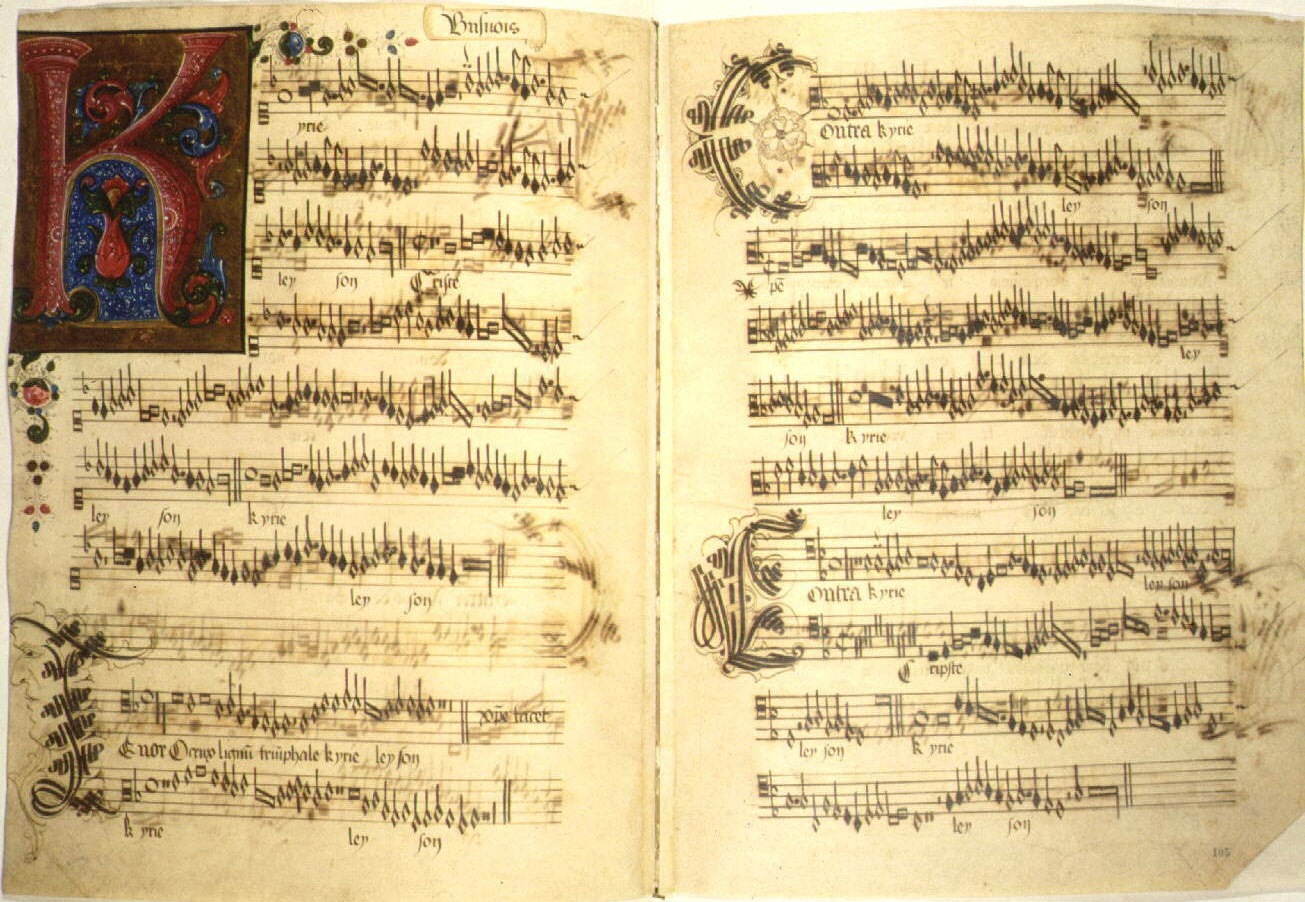
مخطوطة قداس باسنوا O Crux Lignum. التاريخ ليس مؤكد لكن على الأرجح منتصف القرن ال15

أنطوان باسنوا (بالإنجليزية Antoine Busnois)
(و. 1430 – ت. 6 نوفمبر 1492)
مؤلف موسيقي هولندي وشاعر في المدرسة البورجاندية للموسيقى في أوائل عصر النهضة. نذكره أساسا لأغانيه والألحان البوليفونية للأشكال الشاعرية الأساسية في عصره وكذلك بعض التوزيعات البوليفونية للألحان المعروفة. نحو ثلث أعماله لأربعة أصوات، البناء حل محله لاحقا عام 1500 الشكل التقليدي المبكر لثلاثة أصوات. الأعمال معروفة للخطوط اللحنية ذات شكل طويل واضح لكل صوت.

## المصدر
1. ↑  The Facts on File Dictionary of Music, Christine Ammer 2004

## روابط خارجية
- أنطوان باسنوا على موقع الموسوعة البريطانية (الإنجليزية)
- أنطوان باسنوا على موقع ميوزك برينز (الإنجليزية)
- أنطوان باسنوا على موقع أول ميوزيك (الإنجليزية)
- أنطوان باسنوا على موقع ديسكوغز (الإنجليزية)